# Lunglösa salamandrar
Lunglösa salamandrar (Plethodontidae) är en familj stjärtgroddjur som är världens största familj bland stjärtgroddjuren med över 370 arter. Det vetenskapliga namnet betyder "många tänder".

## Utbredning
I Europa representeras de av en underfamilj, Plethodontinae, och ett släkte, Speleomantes (eller Hydromantes); övriga arter finns i Amerika, från södra Kanada till Bolivia och Brasilien, med undantag för ett nyupptäckt släkte, Karsenia (under Plethodontinae), som finns på Koreahalvön.  Vuxna lunglösa salamandrar kan beroende på art leva på land eller i vattnet. Även landlevande exemplar måste hålla huden fuktig för att få syre.

## Utseende
Familjen kännetecknas av att alla medlemmar saknar lungor, och i stället andas med huden och svalget, som har blodkärlsrika fåror för att underlätta syreupptagandet.
Hos vuxna exemplar förekommer främre och bakre extremiteter och vid händerna finns fyra fingrar. Den allmänna kroppsformen kan variera mellan smal och robust. Hos några lunglösa salamandrar är svansen ungefär lika lång som huvud och bål tillsammans och hos andra familjemedlemmar kan den vara av dubbel storlek. Minst är arterna i släktet Thorius med en absolut längd (med svans) av cirka 30 mm och de största individerna hittas i släktet Pseudoeurycea med en längd av ungefär 320 mm.

## Ekologi
Några medlemmar blir könsmogna trots att de har några kännetecken kvar som är typiska för ungar (neoteni). De vistas i grottor eller i vattenkällor och genomgår en ofullständig metamorfos. Dessa arter har vanligen rudimentära ögon och bara ett fåtal pigment i huden. Familjens medlemmar lever ofta på marken och några klättrar i träd. Äggläggningen sker vid fuktiga platser och hos flera arter värmer honan sina ägg.

## Underfamiljer, släkten och arter (utdrag)[1][3]
- Bolitoglossinae
  - Batrachoseps
    - Kalifornisk slanksalamander Batrachoseps attenuatus

  - Bradytriton
  - Chiropterotriton
  - Cryptotriton
  - Dendrotriton
  - Nototriton
  - Nyctanolis
  - Oedipina
  - Parvimolge
  - Pseudoeurycea
  - Thorius
- Hemidactyliinae
  - Hemidactylium
    - Hemidactylium scutatum
- Plethodontinae
  - Aneides
  - Atylodes
  - Desmognathus
    - Desmognathus aeneus
    - Sydlig skymningssalamander Desmognathus auriculatus
    - Skymningssalamander Desmognathus fuscus
    - Bergsskymningssalamander Desmognathus ochrophaeus
    - Svartmagad salamander Desmognathus quadramaculatus
    - Pygmésalamander Desmognathus wrighti

  - Ensatina
    - Ensatinasalamander E. eschscholtzii

  - Hydromantes De europeiska arterna av grottsalamandrarna i släktet Speleomantes räknas ibland till detta släkte
  - Karsenia
  - Phaeognathus
  - Plethodon
    - Nordlig silversalamander Plethodon glutinosus

  - Speleomantes
    - Emiliansk grottsalamander, S. ambrosii
    - Italiensk grottsalamander, S. italicus
    - Norditaliensk grottsalamander, S. strinatii
    - Kejserlig grottsalamander, S. imperialis
    - Olbisk grottsalamander, S. flavus
    - Sardinsk grottsalamander, S. genei
    - S. sarrabusensis
    - Östsardinsk grottsalamander, S. supramontis
- Spelerpinae
  - Eurycea Bäcksalamandrar, ett nordamerikanskt släkte
    - Tvåstrimmig bäcksalamander Eurycea bislineata
    - Trestrimmig bäcksalamander Eurycea guttolineata
    - Långsvansad bäcksalamander Eurycea longicauda

  - Gyrinophilus
  - Pseudotriton
    - Röd salamander Pseudotriton ruber

  - Stereochilus
  - Urspelerpes